# Centro de Actividades Especiales
El Centro de Actividades Especiales (del inglés: Special Activities Center, o por sus siglas, SAC) es una división de la Agencia Central de Inteligencia, responsable de llevar a cabo misiones encubiertas y operaciones paramilitares. Antes del 2016 la unidad se llamaba División de Actividades Especiales (Special Activities Division).Dentro del SAC existen dos grupos por separado: el Grupo de Operaciones Especiales (Special Operations Group, SOG) para las operaciones tácticas paramilitares y el Grupo de Acción Política (Political Action Group, PAG) para las operaciones políticas encubiertas.
El Grupo de Operaciones Especiales (Special Operations Group), es un departamento dentro del SAC responsable de las operaciones clandestinas o encubiertas en las cuales el gobierno de Estados Unidos no desea estar públicamente involucrado. Como tal, los miembros de la unidad, llamados Oficiales de Operaciones Paramilitares y Oficiales de Formación Especializada, generalmente no portan objetos o vestimentas (por ejemplo, uniformes militares) que los vincule con el gobierno de Estados Unidos.
Si se vieran comprometidos durante una misión el gobierno de Estados Unidos puede negar todo conocimiento. El SOG está considerado el grupo de operaciones especiales más secreto con menos de cien operativos entre sus filas. El grupo recluta con frecuencia a antiguos miembros de las unidades de misiones especiales que forman parte de la comunidad de operaciones especiales de Estados Unidos.
Los Oficiales de Operaciones Paramilitares del SOG representan a la gran mayoría de los condecorados con la Distinguida Cruz de Inteligencia y la Estrella de Inteligencia por su participación en conflictos o incidentes en los cuales la CIA ha estado involucrada. Estas condecoraciones representan el más alto honor al valor y al cumplimiento del deber otorgados por la agencia. Los operativos del SOG constituyen también la mayor parte de las estrellas que se muestran en el Muro Conmemorativo de la sede de la CIA, lo que indica que el oficial falleció mientras estaba en acto de servicio. El lema del SAC en latín es Tertia Optio, que significa "Tercera Opción", ya que la acción encubierta representa una tercera opción dentro del ámbito de la seguridad nacional cuando la diplomacia y la acción militar no son factibles.
Es sabido que la Rama Terrestre del Grupo de Operaciones Especiales opera junto con el Escuadrón E del Reino Unido, una unidad paramilitar equivalente al Centro de Actividades Especiales de la CIA.
El Grupo de Acción Política (Political Action Group (PAG),  es responsable de las actividades encubiertas relacionadas con la influencia política, las operaciones psicológicas, la guerra económica y la guerra cibernética. 
Las unidades tácticas del SAC también son capaces de llevar a cabo acciones políticas encubiertas mientras operan bajo ambientes hostiles y austeros. Una gran operación encubierta hace uso, por lo general, de todas o la mayoría de estas técnicas, así como de las operaciones paramilitares. 
Las operaciones políticas encubiertas y de "influencia" se utilizan para dar apoyo a la política exterior de Estados Unidos. Dado que el apoyo abierto a un elemento de una insurgencia puede ser contraproducente debido a la impresión desfavorable de Estados Unidos en muchos países, en tales casos la asistencia encubierta permite a Estados Unidos ayudar sin dañar la reputación de sus beneficiarios.

## Introducción
El Centro de Actividades Especiales ofrece sus servicios al Consejo de Seguridad  Nacional de los Estados Unidos como alternativa cuando las aparentes acciones diplomáticas y militares no son viables o políticamente factibles. A diferencia de otras fuerzas de operaciones especiales de Estados Unidos, el SAC puede ser directamente asignado por el Presidente o el Consejo de Seguridad Nacional (bajo la dirección del Presidente). El SOG cuenta con muchos menos miembros que las otras unidades de misiones especiales de Estados Unidos, como el 1er Destacamento Operacional de Fuerzas Especiales-Delta (Fuerza Delta) o el Grupo Naval de Actividades Bélicas Especiales de Estados Unidos (DEVGRU).
Como brazo de acción del Directorado de Operaciones de la CIA, el SOG lleva a cabo misiones de acción directa, tales como: incursiones, emboscadas, sabotajes, asesinatos selectivos y guerra no convencional (por ejemplo; el entrenamiento y liderazgo de unidades militares y de guerrilla de otros países en combate). El SOG también realiza reconocimientos especiales, que pueden ser tanto de ámbito militar como dentro del espectro de la inteligencia, y lo efectúan Oficiales Paramilitares (también llamados Operativos Paramilitares u Oficiales de Operaciones Paramilitares) cuando se encuentran en "ambientes no permisivos". Los Oficiales de Operaciones Paramilitares también son oficiales de casos (es decir; "instructores de espías") plenamente cualificados y, como tales, dirigen operaciones clandestinas de inteligencia humana (HUMINT) por todo el mundo.
El Grupo de Acción Política dentro del SAC realiza impugnables operaciones psicológicas, también conocidas como propaganda negra, así como "influencias encubiertas" para efectuar cambios políticos en otros países como parte de la política exterior de Estados Unidos. La intervención encubierta en elecciones extranjeras es la forma más significativa de acción política del SAC. Estas operaciones pueden efectuarse mediante la prestación de ayudas financieras a aquellos candidatos que pueden resultar más favorables a los ojos del Grupo de Acción Política del SAC, ejerciendo su asesoramiento a los medios de comunicación y ofreciendo apoyo técnico para las estrategias dentro del conjunto de actividades de relaciones públicas. También pueden llevan a cabo campañas con el objetivo de incentivar el voto e iniciativas y esfuerzos dentro de determinadas organizaciones políticas. El asesoramiento jurídico, las campañas publicitarias, la asistencia a los escrutadores electorales, así como otros medios de acción directa son parte integral de sus actuaciones. Las decisiones políticas pueden verse influenciadas por agentes, como por ejemplo por los funcionarios subvertidos del país, para así poder tomar decisiones en su capacidad oficial, lo que conseguiría promover los objetivos de las políticas de Estados Unidos. Además, los mecanismos para crear y desarrollar dictámenes y puntos de vista requieren la utilización encubierta de propaganda.
La propaganda abarca desde folletos, periódicos, revistas, libros, radio y televisión. Todo ello está orientado a transmitir el mensaje apropiado de Estados Unidos en la región. El Grupo de Acción Política puede valerse de sus oficiales para que trabajen como periodistas, reclutar a agentes de influencia, operar en las plataformas mediáticas, filtrar ciertas historias e información en lugares donde se espera que dichos datos salgan a la luz pública o tratar de negar o desacreditar la información que es de conocimiento público. En todas las actividades propagandísticas las operaciones "negras" denotan aquellas actividades en las cuales el público se mantiene desconocedor de la propia fuente. Las iniciativas "blancas" son aquellas actividades en las cuales el autor se reconoce a sí mismo abiertamente. Y las operaciones "grises" son aquellas actividades en las cuales la fuente está en parte, pero no íntegramente reconocida.
Algunos ejemplos de programas de acción política fueron la prevención del triunfo electoral por parte del Partido Comunista Italiano (PCI) entre 1948 y finales de 1960; el derrocamiento del gobierno de Irán en 1953 y el Golpe de Estado de 1954 en Guatemala. El Grupo de Acción Política también contribuyó a armar a los rebeldes en Indonesia en 1957 y proporcionaron fondos y apoyo a la federación sindical Solidaridad tras la imposición de la ley marcial en Polonia después de 1981.
La existencia del Centro de Actividades Especiales se dio a conocer como resultado de la Guerra Contra el Terrorismo. A principios de Otoño de 2001 los equipos paramilitares del SAC/SOG llegaron a Afganistán para capturar a los líderes de Al Qaeda, facilitar la entrada de las Fuerzas Especiales del Ejército de Estados Unidos y dirigir el Frente Islámico Unido por la Salvación de Afganistán contra los gobernantes Talibanes. Las unidades del SAC/SOG también derrotaron a Ansar al Islam en el Kurdistán Iraquí antes de la invasión de Irak en 2003; y entrenaron, equiparon, organizaron y dirigieron a las fuerzas peshmerga kurdas para derrotar al ejército iraquí en el norte de Irak. A pesar de que el SAC/SOG es la unidad más encubierta de Operaciones Especiales de Estados Unidos, numerosos libros han sido publicados sobre las hazañas de los Oficiales Paramilitares de la CIA, incluyendo: Feet to the Fire: CIA Covert Operations in Indonesia, 1957–1958, y Shooting at the Moon: The Story of America's Clandestine War in Laos. La mayoría de los expertos consideran al SAC/SOG la principal fuerza para la guerra no convencional, ya sea que esa guerra consista en crear o combatir a una insurgencia en un país extranjero.

Insignia del Comando de Operaciones Especiales de Estados Unidos

Emblema de la Agencia Central de Inteligencia

Sigue habiendo un conflicto entre el Directorado de Operaciones de la CIA y las partes más clandestinas del Comando de Operaciones Especiales (USSOCOM), tales como el Comando Conjunto de Operaciones Especiales (JSOC), que está por lo general limitado a los jefes políticos y civiles de las respectivas agencias y departamentos. La combinación de las unidades del SAC y del Comando de Operaciones Especiales ha dado lugar a algunos de los éxitos más preeminentes en las guerras de Irak y Afganistán, incluyendo la búsqueda y asesinato de Osama Bin Laden. El SOG tiene varias misiones. Una de ellas es el reclutamiento, adiestramiento y liderazgo de las fuerzas indígenas en operaciones de combate. El SAC/SOG y sus sucesores han sido requeridos cuando se ha considerado conveniente optar por la negación plausible para dar apoyo a Estados  Unidos (esto se llama operación encubierta o "acción encubierta"). A diferencia de otras unidades de misiones especiales, los operativos del SAC/SOG combinan capacidades de inteligencia clandestina y de operaciones especiales en un solo sujeto. Estos individuos pueden operar en cualquier entorno (por tierra, mar o aire) con limitado o ningún apoyo.

## Acción encubierta
Según la ley de Estados Unidos la CIA está autorizada a la recopilación de inteligencia, efectuar contrainteligencia y llevar a cabo acciones encubiertas en base al Acta de Seguridad Nacional de 1947. El presidente Ronald Reagan emitió en 1984 la Orden Ejecutiva 12333 titulada "Actividades de Inteligencia de Estados Unidos". Esta orden define la acción encubierta como "actividades especiales", tanto políticas como militares, que el gobierno de Estados Unidos negaría, otorgando tales operaciones exclusivamente a la CIA. La CIA también fue designada como la única autoridad encargada de las operaciones encubiertas con base en la Ley de Autorización de Inteligencia de 1991 y reflejada en el Título 50 de la Sección 413 (e) del Código de Estados Unidos. La CIA debe tener un decreto presidencial emitido por el presidente de los Estados Unidos para llevar a cabo estas actividades, en virtud de la enmienda Hughes-Ryan para la Ley de Autorización de Inteligencia de 1991. Estos hallazgos son después investigados por los comités de supervisión, tanto del Senado, llamado Comité Selecto del Senado sobre Inteligencia, como por la Cámara de Representantes, llamado Comité Selecto Permanente de Inteligencia de la Cámara de Representantes.
El Pentágono encargó un estudio para determinar si la CIA o el Departamento de Defensa deberían de realizar operaciones paramilitares de acción encubierta. Su estudio determinó que la CIA tendría que mantener esta capacidad y ser la "única agencia gubernamental en llevar a cabo acciones encubiertas". El Departamento de Defensa determinó que, aún en virtud de la ley de Estados Unidos, la CIA no tiene autoridad legal para llevar a cabo acciones encubiertas, ni tampoco la agilidad operativa para ejecutar este tipo de misiones.
En un artículo para ABC News el exsubsecretario de Defensa y oficial paramilitar retirado de la CIA, Mick Mulroy, explicó que el término "acción encubierta" se deriva de las Certificaciones Presidenciales, las cuales autorizan a la CIA a realizar actividades especiales determinadas para apoyar los objetivos de seguridad nacional de Estados Unidos. Abogó para que las acciones encubiertas se incorporaran por completo en la Estrategia de Seguridad Nacional de Estados Unidos y en la Estrategia de Defensa Nacional de 2018 en forma de un Anexo de Acción Encubierta, y que las acciones encubiertas estén completamente financiadas para trabajar de acuerdo a los objetivos generales en forma de un Fondo de Acción Encubierta.

## Selección y entrenamiento

Emblema del Comando Conjunto de Operaciones Especiales

El Centro de Actividades Especiales cuenta con varios cientos de oficiales, en su mayoría antiguos integrantes de las unidades de nivel 1, como el SEAL Team Six y la Fuerza Delta, así como personal procedente de otras fuerzas de operaciones especiales de Estados Unidos. El SAC/SOG recluta también a personal que trabaja dentro de la CIA. Las designaciones formales de la CIA para estos individuos son Oficiales de Operaciones Paramilitares y Oficiales de Formación Especializada. Los oficiales de operaciones paramilitares asisten con regularidad al programa de Formación del Servicio Clandestino (Clandestine Service Trainee program, CST) en donde les instruyen como operativos en inteligencia clandestina y a través de una formación interna les instruyen en adiestramiento paramilitar.
Los principales puntos fuertes de los oficiales paramilitares del SAC son la negación, la agilidad y la adaptabilidad operativa. A menudo operan en pequeños equipos, normalmente de dos a diez hombres (algunas operaciones las lleva a cabo un solo oficial), todos generalmente con una amplia experiencia táctica militar y un conjunto de habilidades especiales que no existen en ninguna otra unidad. Como oficiales de casos en inteligencia plenamente cualificados, los oficiales de operaciones paramilitares poseen todo tipo de habilidades clandestinas que les faculta para poder recopilar información de inteligencia humana y, lo que es más importante, para reclutar activos de entre las tropas indígenas, los cuales a su vez recibirán instrucción por parte de los oficiales paramilitares del SAC/SOG. Estos oficiales a menudo operan en ambientes remotos tras las líneas enemigas para llevar a cabo acciones directas (incluyendo redadas y sabotajes), contraespionaje, guerrilla y guerra no convencional, contraterrorismo y rescate de rehenes. Además de esto, ejecutan misiones de espionaje a través de activos HUMINT.
Hay cuatro elementos principales dentro del Grupo de Operaciones Especiales del SAC: la Rama Terrestre, la Rama Marítima, la Rama Aérea y la Rama de Armamento y Programas Especiales. La Subdivisión de Armamento y Programas Especiales se encarga del desarrollo, experimentación y adquisición encubierta de arsenal vehicular y la contratación de nuevos efectivos, así como del mantenimiento de los arsenales de municiones y sistemas de armas utilizados por el SOG, casi todos los cuales deben obtenerse de fuentes clandestinas en el extranjero, con el fin de proporcionar a los agentes del SOG y sus aprendices extranjeros una negación plausible de acuerdo con las directrices del Congreso de los Estados Unidos.
Conjuntamente, el SAC/SOG comprende una fuerza paramilitar encubierta de armas combinadas al completo. Los oficiales de operaciones paramilitares son el núcleo de cada rama y se mueven rutinariamente entre las ramas para adquirir experiencia en todos los aspectos del SOG. Por ello, los oficiales de operaciones paramilitares están capacitados para operar en una multitud de entornos. Debido a que estos oficiales provienen de las unidades más altamente cualificadas de las Fuerzas Armadas de Estados Unidos y después se les brinda una instrucción adicional extensa para formarse como oficiales de inteligencia clandestina de la CIA, muchos expertos en seguridad de Estados Unidos los han considerado la élite de todas las unidades de misiones especiales de Estados Unidos.
A los oficiales de operaciones paramilitares se les exige una licenciatura para que puedan ser considerados aptos para ostentar al puesto. Muchos tienen estudios superiores, como másteres, incluyendo títulos en derecho.  Los oficiales del SAC reciben su instrucción en Camp Peary (Virginia), también conocida como "La Granja", y en centros de entrenamiento de propiedad privada de Estados Unidos. También instruyen a su personal en "The Point" (Harvey Point), una instalación situada a las afueras de Hertford (Carolina del Norte).   Además de los dieciocho meses de instrucción en el programa de Formación del Servicio Clandestino (Clandestine Service Trainee (CST) program),  imprescindible para convertirse en oficial de inteligencia clandestina, los oficiales de operaciones paramilitares están adiestrados con un alto nivel de destreza en:
- el uso y empleo táctico de un inusual y amplio repertorio de armamento moderno
- artefactos explosivos y armas de fuego (nacionales y extranjeras)
- combate cuerpo a cuerpo
- conducción táctica de alto rendimiento (dentro y fuera de la carretera)
- evasión de aprehensión (incluyendo técnicas para librarse de las esposas y escapar del encarcelamiento)
- artefactos explosivos improvisados
- guerra cibernética
- canales encubiertos
- paracaidismo HAHO/HALO
- buceo comercial y de combate, así como buceo en circuito cerrado
- dominio de idiomas extranjeros
- operaciones de entrada subrepticia (forzar o desbloquear cerraduras)
- puenteado de vehículos
- Supervivencia, Evasión, Resistencia y Escape (SERE)
- adiestramiento en tierras salvajes y supervivencia extrema
- formación médica de combate
- comunicaciones tácticas
- rastreo

## Historia

### Segunda Guerra Mundial

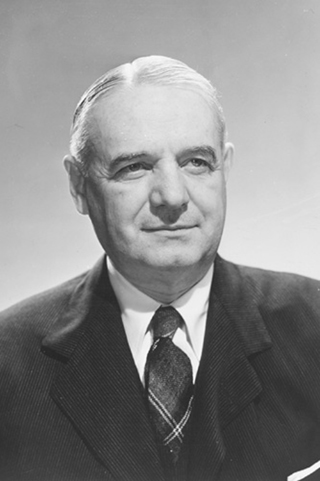
William Joseph Donovan

Si bien durante la Segunda Guerra Mundial la Oficina de Servicios Estratégicos era técnicamente una agencia militar bajo control de los Jefes del Estado Mayor Conjunto, en la práctica era bastante autónoma y contaba con el acceso directo del Presidente Roosevelt. El Mayor General William Joseph Donovan era el director de la OSS. Donovan fue un soldado condecorado con la Medalla de Honor durante la Primera Guerra Mundial. Ejerció también como abogado y fue antiguo compañero de Roosevelt en la Escuela de Derecho de Columbia. Al igual que su sucesora (la CIA) las funciones de la OSS abarcaban la inteligencia humana (HUMINT) y las operaciones paramilitares. Su división secreta de inteligencia era responsable de las operaciones de espionaje y de los equipos Jedburgh, que era una unidad conjunta Norteamericana, Británica y Francesa, precursora de grupos que dieron origen a unidades de guerrilla, tales como las Fuerzas Especiales del Ejército de Estados Unidos (los Boinas Verdes) y la CIA. Los Grupos Operacionales de la OSS eran unidades norteamericanas más grandes que llevaron a cabo acciones directas tras las líneas enemigas. Incluso durante la Segunda Guerra Mundial, la idea de unidades de operaciones especiales y de inteligencia que no estaban bajo estricto control militar causaba cierta polémica. La OSS operó principalmente en el Teatro de Operaciones Europeo y, en cierta medida, en el Teatro China-Burma-India, aunque el General del Ejército, Douglas MacArthur, era extremadamente reacio a tener a cualquier tipo de personal de la OSS dentro de su área de operaciones.
Desde 1943 hasta 1945 la OSS también jugó un papel importante en el entrenamiento de las tropas del Kuomintang en China y Birmania, y reclutó a otras fuerzas irregulares autóctonas para efectuar sabotajes, y también ejercieron como guías para las fuerzas aliadas en Birmania, que estaban luchando contra el ejército japonés. La OSS también ayudó a armar, entrenar y abastecer a los movimientos de resistencia, como al Ejército Popular de Liberación de Mao Zedong en China y al Viet Minh en la Indochina francesa, en áreas ocupadas por las potencias del Eje. Entre otras de las funciones de la OSS estaban el uso de propaganda, espionaje, subversión y planificación de posguerra.
Uno de los mayores logros de la OSS durante la Segunda Guerra Mundial fue su infiltración en la Alemania nazi. La OSS fue responsable de entrenar a los comandos alemanes y austriacos para misiones que se efectuarían en la Alemania nazi. Algunos de estos agentes eran comunistas exiliados, miembros del partido socialista, activistas laborales, prisioneros de guerra antinazis y refugiados alemanes y judíos. En el apogeo de su influencia durante la Segunda Guerra Mundial la OSS empleó a casi 24.000 personas.
Los oficiales paramilitares de la OSS se lanzaron en paracaídas en muchos países que estaban tras las líneas enemigas, como Francia, Noruega, Grecia y los Países Bajos. En Creta, los oficiales paramilitares de la OSS equiparon y lucharon junto a las fuerzas de resistencia griega contra la ocupación de Grecia por las Fuerzas del Eje.
La OSS se disolvió poco después de la Segunda Guerra Mundial y sus funciones de análisis de inteligencia se trasladaron temporalmente al Departamento de Estado de Estados Unidos. El espionaje y la contrainteligencia pasaron a ser competencia de las unidades militares, mientras que las funciones paramilitares y otras acciones encubiertas fueron trasladadas a la Oficina de Coordinación Política, creada en 1948. Entre la creación original de la CIA por la Ley de Seguridad Nacional de 1947 y varias fusiones y reorganizaciones que acontecieron a lo largo de 1952, fue entonces la CIA quién acabó cogiendo el relevo para las funciones que atañían a la OSS en tiempos de guerra. La misión de entrenar y dirigir guerrillas correspondió ejercerlo en su momento a las Fuerzas Especiales del Ejército de Estados Unidos, pero aquellas misiones que debían permanecer encubiertas fueron realizadas por el Directorado (Adjunto) de Planificación y por su sucesora, el Directorado de Operaciones de la CIA. En 1962 las operaciones paramilitares de la CIA se centralizaron en la División de Operaciones Especiales, predecesora del Centro de Actividades Especiales. El descendiente directo de las Operaciones Especiales de la OSS es la División de Actividades Especiales de la CIA.

### Tíbet
Después de la invasión china del Tíbet en octubre de 1950, la CIA introdujo allí equipos paramilitares para entrenar y dirigir a los combatientes de la resistencia tibetana contra el Ejército Popular de Liberación de China. Estos equipos seleccionaron y luego entrenaron a soldados tibetanos en las Montañas Rocosas de Estados Unidos. El entrenamiento se llevó a cabo en Camp Hale. Luego, los equipos paramilitares asesoraron y dirigieron a estos comandos contra los chinos, tanto de Nepal como de la India, y en algunos casos trabajaron con el Ala de Investigación y Análisis (el servicio de inteligencia exterior Indio). Además, los oficiales paramilitares de la CIA fueron responsables del escape clandestino del Dalái lama a la India, junto con la ayuda de la inteligencia India, escapando por poco de la captura del Ejército Popular de Liberación.
Según un libro escrito por el oficial retirado de la CIA John Kenneth Knaus, titulado Orphans Of The Cold War: America And The Tibetan Struggle For Survival, Gyalo Thondup, el hermano mayor del decimocuarto (y actual) Dalái lama, envió a cinco reclutas tibetanos a la CIA. Estos reclutas fueron entrenados en tácticas paramilitares en la isla de Saipán, en las Islas Marianas del Norte. Poco después, los cinco hombres fueron devueltos de forma encubierta al Tíbet "para evaluar y organizar a la resistencia" y seleccionaron a otros 300 tibetanos para entrenarlos. La asistencia norteamericana a la resistencia tibetana cesó después de la visita de Nixon a China en 1972, después de lo cual Estados Unidos y China normalizaron las relaciones.

### Corea

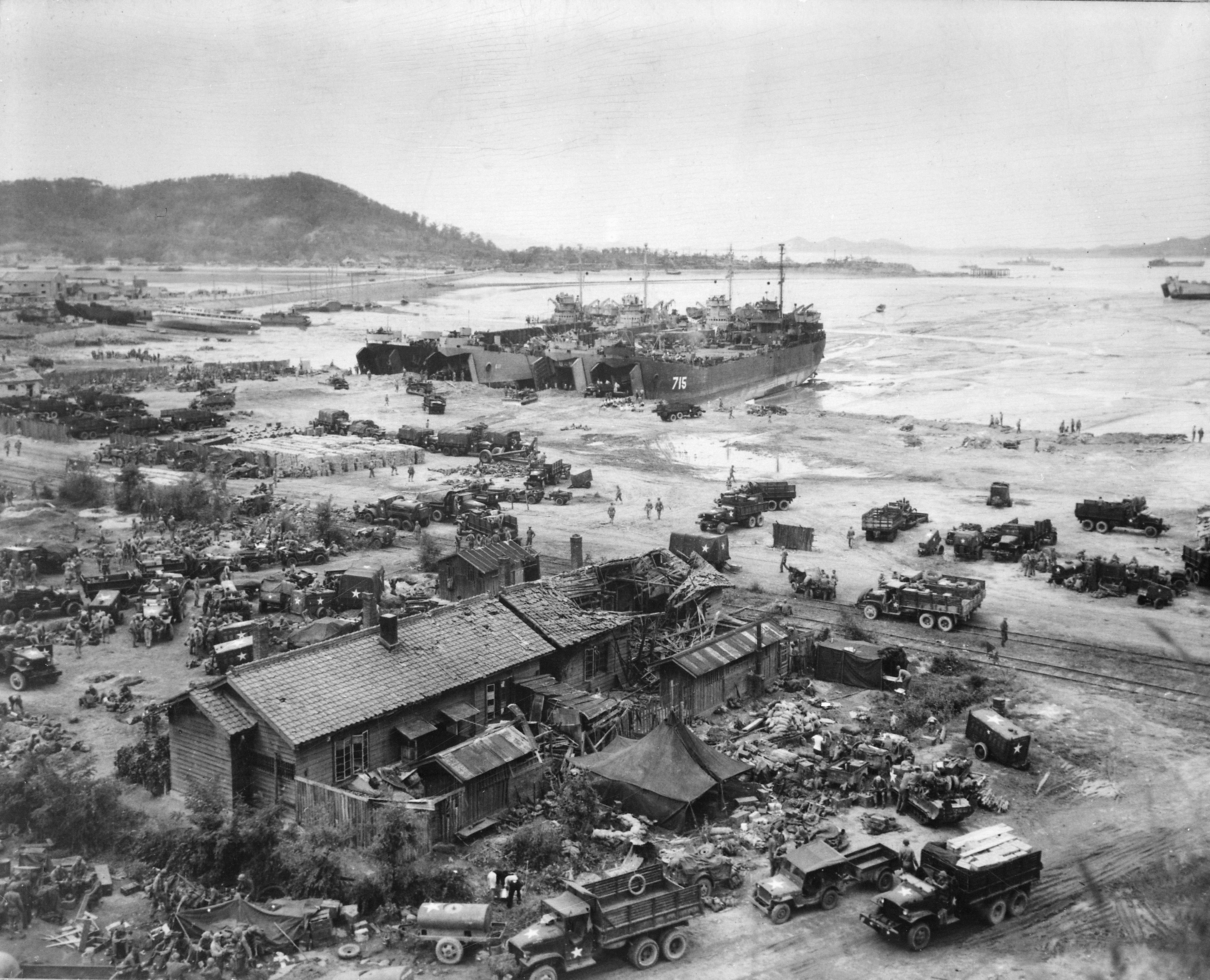
Batalla de Incheon

La CIA organizó una diversidad de actividades durante la guerra de Corea. Estas actividades incluyeron operaciones marítimas detrás de las líneas de Corea del Norte. La isla de Yong Do, conectada por un istmo escarpado con Busan, sirvió como base para esas operaciones. Guerrilleros coreanos bien entrenados llevaron a cabo estas operaciones. Los cuatro principales asesores norteamericanos responsables del entrenamiento y la planificación operativa de esas misiones especiales fueron Dutch Kramer, Tom Curtis, George Atcheson y Joe Pagnella. Todos estos oficiales de operaciones paramilitares operaban a través de una organización de fachada de la CIA, llamada Comisión Asesora Conjunta de Corea (Joint Advisory Commission, Korea) o JACK, con sede en Tongnae, un pueblo situado cerca de Pusan, en la costa sureste de la península. Estos equipos paramilitares fueron responsables de numerosas incursiones marítimas y emboscadas detrás de las líneas norcoreanas, así como de operaciones de rescate de prisioneros de guerra.
Estas fueron las primeras unidades marítimas de guerra no convencional que entrenaron a las fuerzas indígenas como subrogados. También proporcionaron un modelo, junto con las otras operaciones paramilitares coreanas sobre el terreno patrocinadas por la CIA, para las actividades del Comando de Asistencia Militar, Grupo de Estudios y Observaciones de Vietnam (MACV-SOG), realizadas por las Fuerzas Armadas de Estados Unidos y la CIA/SOD (ahora Centro de Actividades Especiales) en Vietnam. Además, los equipos paramilitares de la CIA establecidos sobre el terreno trabajaron directamente para los comandantes militares norteamericanos, específicamente con el 8.º Ejército, en la llamada iniciativa "Tigre Blanco". Esta iniciativa consistía en la inserción de comandos surcoreanos y oficiales de operaciones paramilitares de la CIA antes de que tuvieran lugar los dos principales ataques anfibios contra Corea del Norte, incluido el desembarco en Incheon.

### Cuba (1961)

Mapa mostrando la localización de Bahía de Cochinos

La invasión de Bahía de Cochinos (conocida como "La Batalla de Girón" o "Playa Girón" en Cuba) fue un intento fallido de una fuerza de exiliados cubanos entrenada por Estados Unidos a fin de invadir el sur de Cuba y derrocar al gobierno cubano de Fidel Castro. El plan se puso en marcha en abril de 1961, menos de tres meses después de que John F. Kennedy asumiera la presidencia de Estados Unidos. Las Fuerzas Armadas Revolucionarias de Cuba, entrenadas y equipadas por las naciones del Bloque del Este, derrotaron a los combatientes en el exilio en tres días.
La fuerza de invasión marítima aterrizó el 17 de abril y la lucha duró hasta el 19 de abril de 1961. Los oficiales de operaciones paramilitares de la CIA, Grayston Lynch y William "Rip" Robertson, dirigieron el primer asalto en las playas y supervisaron los desembarcos anfibios. Cuatro instructores norteamericanos de tripulaciones aéreas de la Guardia Nacional Aérea de Alabama fallecieron mientras realizaban incursiones de ataque aéreo. Varias fuentes estiman que las bajas del Ejército cubano (fallecidos o heridos) ascienden a miles (entre 2.000 y 5.000). Esta invasión siguió al exitoso derrocamiento por parte de la CIA del gobierno de Mosaddeq en Irán en 1953 y del gobierno de Arbenz en Guatemala en 1954, pero fue un fracaso tanto militar como político. El deterioro de las relaciones cubano-norteamericanas empeoró con la crisis de los misiles cubanos de 1962.

### Bolivia
El Ejército de Liberación Nacional de Bolivia fue una fuerza guerrillera comunista que operó desde la remota región de Ñancahuazú contra los proestadounidenses del gobierno boliviano. A ellos se les unió el Che Guevara a mediados de 1960. El Ejército de Liberación Nacional de Bolivia estaba bien equipado y obtuvo una serie buenos resultados contra el ejército boliviano en el dificultoso terreno de la región montañosa de Camiri. A finales de 1960 la CIA desplegó equipos de Oficiales de Operaciones Paramilitares en Bolivia para entrenar al ejército boliviano a fin de contrarrestar al Ejército de Liberación Nacional de Bolivia. Estos equipos se coordinaron con las Fuerzas Especiales del Ejército de Estados Unidos y las Fuerzas Especiales de Bolivia para rastrear y capturar a Guevara, que fue un premio especial debido a su destacado papel en la Revolución Cubana. El 9 de octubre de 1967 Guevara fue ejecutado por soldados bolivianos por orden del Oficial de Operaciones Paramilitares de la CIA, Félix Rodríguez, poco después de ser capturado, según documentos de la CIA.

### Vietnam y Laos

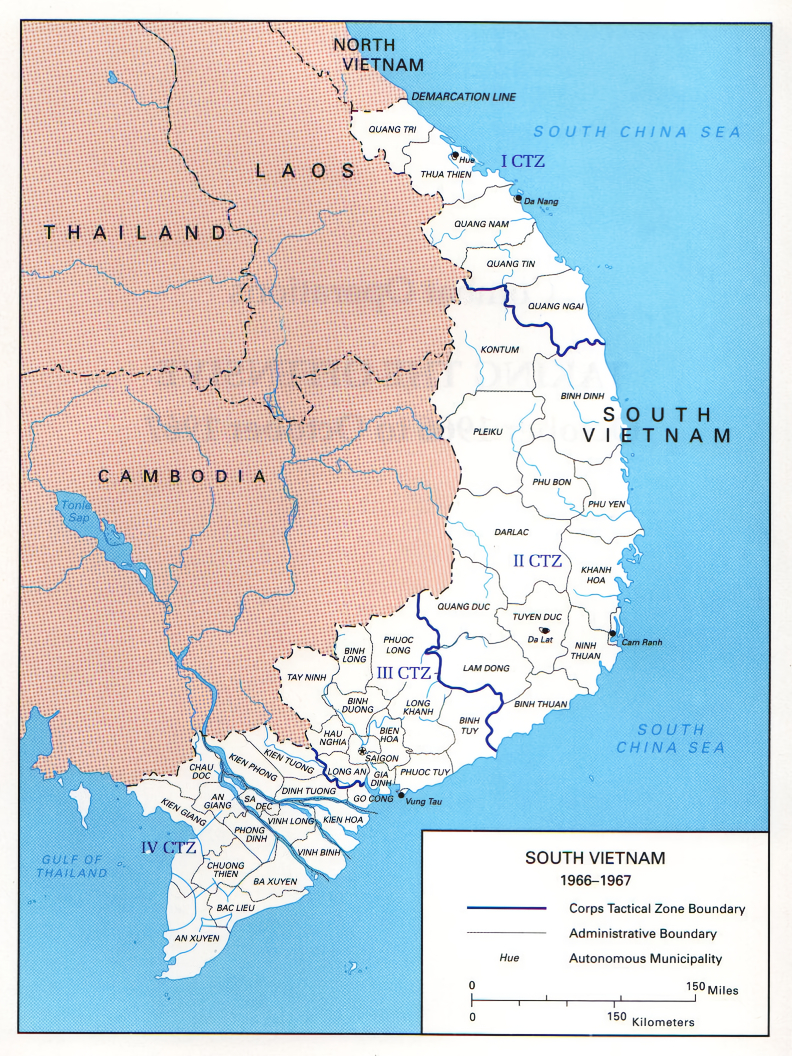
Regiones militares del Sur de Vietnam en 1967.

La misión original de la OSS en Vietnam, bajo el mando del Mayor Archimedes Patti, fue trabajar con Ho Chi Minh para preparar a sus fuerzas con el fin de asistir a Estados Unidos y a sus aliados en la lucha contra los japoneses. Después del final de la Segunda Guerra Mundial Estados Unidos acordó en Potsdam devolver Vietnam a sus anteriores gobernantes franceses, y en 1950 Estados Unidos comenzó a proporcionar ayuda militar a los franceses.
Los Oficiales de Operaciones Paramilitares de la CIA entrenaron y dirigieron a miembros de la tribu Hmong en Laos y Vietnam, y las acciones de estos oficiales pasaron desapercibidas durante varios años. Air America era el componente aéreo para las misiones paramilitares de la CIA en el sudeste asiático y era la responsable de llevar a cabo todas las operaciones de combate, logística, búsqueda y rescate en Laos y ciertas regiones de Vietnam. Las fuerzas de las minorías étnicas estaban formadas por decenas de miles de personas. Llevaron a cabo misiones de acción directa, dirigidas por los oficiales de operaciones paramilitares del SOG, contra las fuerzas comunistas de Pathet Lao y sus aliados norvietnamitas.
Se vieron elementos de la División de Actividades Especiales en el Programa Phoenix de la CIA. Un componente del Programa Phoenix estuvo involucrado en la captura y asesinato de presuntos miembros del Viet Cong (VC). Entre 1968 y 1972 el Programa Phoenix capturó a 81.740 miembros del Viet Cong, de los cuales 26.369 fueron asesinados. El programa también logró destruir su infraestructura. Para 1970 los planes comunistas hicieron repetidamente hincapié en atacar el programa de "pacificación" del gobierno y seleccionaron como objetivos específicos a los agentes del programa Phoenix. El Viet Cong también impuso cuotas. Por ejemplo, en 1970 funcionarios comunistas próximos a Đà Nẵng, en el norte de Vietnam del Sur, ordenaron a sus agentes que "mataran a 400 personas" consideradas como "tiranos" del gobierno y que "aniquilaran" a cualquier involucrado en el programa de "pacificación". Varios funcionarios de Vietnam del Norte han hecho declaraciones sobre la efectividad del programa Phoenix.
El MAC-V SOG (Grupo de Estudios y Observaciones, que originalmente se llamaba Grupo de Operaciones Especiales, pero que se cambió para fines de tapadera) se creó y estuvo activo durante la guerra de Vietnam. Si bien la CIA era solo una parte del MAC-V SOG, tenía el control operativo de algunos de los programas. Muchos de los miembros militares del MAC-V SOG se unieron a la CIA después de su servicio militar. El legado del MAC-V SOG continúa dentro del Grupo de Operaciones Especiales del SAC.
El 22 de mayo de 2016, 56 años después de su muerte, la CIA honró a tres oficiales paramilitares con estrellas en el muro conmemorativo. Eran David W. Bevan, Darrell A. Eubanks y John S. Lewis, todos jóvenes, asesinados en una misión para reabastecer a las fuerzas anticomunistas en Laos. Todos ellos fueron reclutados de los famosos bomberos paracaidistas de Montana. Un ex oficial paramilitar y bombero paracaidista, Mike Oehlerich, creía que debió de haber estado en ese vuelo, pero accidentalmente perdieron el vuelo en el aeropuerto. Se quedaron atrapados en Bangkok y otra tripulación, Bevan, Eubanks y Lewis, volaron en esa misión el 13 de agosto de 1961.

### Actividades marítimas contra la Unión Soviética
En 1973, el Centro de Actividades Especiales y el Directorado de Ciencia y Tecnología de la CIA construyeron y desplegaron en una operación secreta el USNS Glomar Explorer (T-AG-193), un gran buque de salvamento de aguas profundas. Esta operación se denominó Proyecto Azorian (erróneamente llamado Proyecto Jennifer por la prensa).Su misión era recuperar el submarino soviético hundido K-129, perdido en abril de 1968.Una falla mecánica provocó que dos tercios del submarino se desprendieran durante la recuperación,pero el SAC recuperó dos torpedos con ojivas nucleares, máquinas criptográficas y los cuerpos de seis submarinistas soviéticos.Una teoría alternativa afirma que se recuperó la totalidad del K-129  y que la versión oficial fue un encubrimiento elaborado.
Además, en 1970, la Armada de Estados Unidos, la Agencia de Seguridad Nacional y el SADllevaron a cabo la Operación Ivy Bells y una serie de otras misiones para interceptar los cables de comunicaciones submarinos soviéticos. Estas operaciones se detallaron en el libro de Blind Man's Bluff: The Untold Story of American Submarine Espionage.En la edición de 1985 de "Estudios de Inteligencia", la revista interna de la CIA que rara vez se publica, la CIA describe los "asombrosos gastos y las improbables proezas de ingeniería" que culminaron en la misión de agosto de 1974.